# آنا ويلسون
آنا ويلسون (بالإنجليزية: Anna Wilson)‏ هي قوادة ‏ أمريكية، ولدت في 27 مايو 1835، وتوفيت في 27 أكتوبر 1911.